# Pterozonium brevifrons
Pterozonium brevifrons är en kantbräkenväxtart som först beskrevs av Albert Charles Smith, och fick sitt nu gällande namn av David Bruce Lellinger. Pterozonium brevifrons ingår i släktet Pterozonium och familjen Pteridaceae. Inga underarter finns listade.